# 임학역
임학역(林鶴驛, Imhak station)은 인천광역시 계양구에 있는 인천 도시철도 1호선의 전철역이다. 방축천 하저터널로 박촌역과 연결된다.

## 역사
- 1994년 3월 19일 : 임학역으로 역명 결정[1]
- 1999년 10월 6일: 인천 도시철도 1호선의 개통에 따라 영업 개시[2]
- 2014년: 스크린도어 설치

## 역 구조
2면 2선의 승강장이 있는 지하역이며, 승강장에 스크린도어가 설치되어 있다. 출구는 4곳이며, 1번 출구와 2번 출구 사이에 인근 상가와 연결된 통로가 있다. 직선 도로 아래에 위치하나, 인근 임학사거리 아래에 곡선 구간이 있기 때문에 완화곡선을 삽입하기 위하여 승강장이 곡선으로 건설되었으며, 승강장과 열차사이 간격이 넓으므로 주의해야 한다. 승강장의 벽면에는 특이한 형상의 그림이 있는데, 이는 학을 표현한 것이다.

### 승강장
| 박촌 ↑ |
| \| 상  |
| ↓ 계산 |

| 상행 | ● 인천 도시철도 1호선 | 박촌·계양·검단호수공원 방면                              |
| 하행 | ● 인천 도시철도 1호선 | 계산·부평구청·부평·인천시청·원인재·송도달빛축제공원 방면 |

## 역명 유래
큰 나무가 많아 숲을 이루었고, 백로가 서식하고 있었다고 하여 임학이라는 지명이 붙여졌다.

## 역 주변
- 계산택지
- 병방시장
- 수도권제1순환고속도로 계양 나들목
- 인천병방초등학교
- 임학중학교
- 계양구청방면
- 계양체육관방면
- 학마을서해아파트
- 용종마을
- 용종음식문화시범거리
- 임학중학교
- 영남,서원,한진,서해아파트
- 계양농협임학지소
- 계양병원
- 계양어린이집
- 서해종합상가
- 길주초등학교
- 계양고등학교
- 신대진,두산,쌍용,중앙아파트
- 북부노동지방사무소 , 계산여고
- 계산제일교회
- 계양경찰서
- 계양등기소
- 계양우체국
- 그랜드마트
- 용종마을
- 작전초등학교
- 임학지구대
- 계양2동행정복지센터
- 국민은행
- 청소년수련회관
- 용정,유호,한국아파트
- 진달래,한일,중원아파트
- 삼우,아주,인우아파트
- 새마을금고

## 이용객 변동
| 노선      | 노선   | 일평균 인원수 (명/일) | 일평균 인원수 (명/일) | 일평균 인원수 (명/일) | 일평균 인원수 (명/일) | 일평균 인원수 (명/일) | 일평균 인원수 (명/일) | 일평균 인원수 (명/일) | 일평균 인원수 (명/일) | 일평균 인원수 (명/일) | 일평균 인원수 (명/일) | 각주  |
| 노선      | 노선   | 2003년                | 2004년                | 2005년                | 2006년                | 2007년                | 2008년                | 2009년                | 2010년                | 2011년                | 2012년                | 각주  |
| --------- | ------ | --------------------- | --------------------- | --------------------- | --------------------- | --------------------- | --------------------- | --------------------- | --------------------- | --------------------- | --------------------- | ----- |
| 인천1호선 | 승차   | 7,332                 | 6,924                 | 6,550                 | 6,715                 | 6,390                 | 6,241                 | 6,093                 | 6,333                 | 7,328                 | 7,842                 | [ 4 ] |
| 인천1호선 | 하차   | 6,730                 | 6,294                 | 5,844                 | 6,050                 | 5,784                 | 5,766                 | 5,674                 | 5,977                 | 7,504                 | 7,305                 | [ 4 ] |
| 인천1호선 | 승하차 | 14,063                | 13,253                | 12,394                | 12,766                | 12,174                | 12,008                | 11,767                | 12,310                | 14,832                | 15,147                | [ 4 ] |
| 노선      | 노선   | 2013년                | 2014년                | 2015년                | 2016년                | 2017년                |                       |                       |                       |                       |                       | [ 4 ] |
| 인천1호선 | 승차   | 8,422                 | 8,567                 | 8,432                 | 8,340                 | 8,493                 |                       |                       |                       |                       |                       | [ 4 ] |
| 인천1호선 | 하차   | 7,986                 | 8,164                 | 7,999                 | 7,919                 | 8,118                 |                       |                       |                       |                       |                       | [ 4 ] |
| 인천1호선 | 승하차 | 16,408                | 16,731                | 16,431                | 16,259                | 16,611                |                       |                       |                       |                       |                       | [ 4 ] |

## 인접한 역
| 인천 도시철도 1호선         | 인천 도시철도 1호선   | 인천 도시철도 1호선             |
| --------------------------- | --------------------- | ------------------------------- |
| I112 박촌 검단호수공원 방면 | ● 인천 도시철도 1호선 | I114 계산 송도달빛축제공원 방면 |